# Francesca Leone
Francesca Leone (Roma, 12 marzo 1964) è un'artista e pittrice italiana.

## Biografia
Francesca Leone trascorre gli anni dell'infanzia e dell'adolescenza nel mondo internazionale del cinema e dell'arte: suo padre è il regista Sergio Leone, sua madre, Carla Ranaldi, è la prima ballerina del Teatro dell'Opera di Roma. La sua formazione artistica si compie in un clima ricco di stimoli e fermenti culturali. Dopo aver seguito il corso di scenografia all'Accademia di Belle Arti di Roma, si dedica interamente alla pittura. Frequenta una scuola di perfezionamento, laureandosi, sotto la guida del professore Lino Tardia, alla Rome University of Fine Arts.

## Mostre
Nel 2007 partecipa alla mostra curata da Claudio Strinati per l'Alto Commissariato per i Rifugiati delle Nazioni Unite (UNHCR) ai Musei Capitolini di Roma. Segue la sua prima personale, "Riflessi e Riflessioni", al Loggiato di San Bartolomeo di Palermo nell'aprile 2008.
Con Agostino Bonalumi, Giuseppe Gallo, Piero Guccione e Igor Mitoraj viene invitata a realizzare un'opera per la mostra "Galilei Divin Uomo" nella Basilica di Santa Maria degli Angeli e dei Martiri di Roma, organizzata su iniziativa della World Federation of Scientists.
Palazzo Venezia le dedica una mostra personale, Primo Piano, nel 2008; in mostra i volti di quelli che Lorenzo Canova ha definito i “santi”, laici e religiosi, del mondo contemporaneo. L'anno successivo il Comune di Napoli la invita ad esporre le sue opere a Castel dell’Ovo. In occasione della consegna ad Ennio Morricone del Premio "Mc Kim 2009" dell'American Academy in Rome, viene invitata ad esporre il ritratto dal lei dedicato al Maestro.
Il Museo d'Arte moderna e contemporanea (MMOMA) di Mosca le dedica una mostra personale curata da Maurizio Calvesi nel giugno 2009; in questa occasione l'artista viene nominata Membro Onorario dell'Accademia Russa delle Arti e insignita di tale onorificenza dal Presidente dell'Accademia, Zurab Konstantinovič Cereteli.
“Flussi Immobili” è il titolo della mostra personale che si svolge nel marzo del 2010 presso la Galleria Valentina Moncada di Roma; allo stesso tempo le sue opere sono esposte nella mostra “Arte Contemporanea per il Tempio di Zeus” nel Parco Archeologico della Valle dei Templi di Agrigento, insieme a quelle di cinquanta artisti internazionali, fra cui Afro, Arman, Mimmo Jodice, Hermann Nitsch, Daniel Spoerri.
Per i centocinquant'anni dell'Unità d'Italia le viene commissionata un'opera su Giuseppe Garibaldi: il ritratto è esposto da settembre 2010 ad aprile 2011, nel Museo Nazionale di Castel Sant’Angelo a Roma, per la mostra “Giuseppe Garibaldi… Tutt'altra Italia io sognavo” ed è scelto come quadro icona dell'esposizione.
Nel 2011 espone al Padiglione Italia della LIV Esposizione Internazionale d'Arte della Biennale di Venezia. A giugno 2012 è tra gli artisti scelti per il dialogo tra arte e sport agli Internazionali BNL di Tennis di Roma al Foro Italico. Sempre a giugno 2012 nei Musei di San Salvatore in Lauro a Roma, per la mostra dal titolo “Il Viaggio in Italia di Fëdor Dostoevskij”, l'artista realizza un ritratto dello scrittore russo su incarico degli organizzatori (Il Cigno GG Edizioni in partecipazione con il Museo della Città di Mosca e il Museo Statale di Letteratura di Mosca).
La Opera Gallery di Londra le dedica una personale nel settembre del 2012 dopo la conclusione delle Olimpiadi svoltesi nella capitale inglese. Nel 2013 espone al Padiglione della Repubblica di Cuba della LV Esposizione Internazionale d'Arte della Biennale di Venezia.
Nel 2012 espone nella galleria Opera Gallery di Londra che apre con una sua personale la nuova stagione espositiva dopo la conclusione delle Olimpiadi.
A giugno 2012 è tra gli artisti scelti per il dialogo tra arte e sport agli Internazionali BNL di Tennis di Roma al Foro Italico. Sempre a giugno 2012 nei Musei di San Salvatore in Lauro a Roma, per la mostra dal titolo “Il Viaggio in Italia di Fëdor Dostoevskij”, l'artista realizza un ritratto del celebre romanziere russo.
Nel 2013 viene invitata a partecipare alla LV Esposizione Internazionale d'Arte della Biennale di Venezia con il Padiglione Cuba. La mostra, dal titolo “La Perversión de lo Clásico: anarquía de los relatos”, è un dialogo tra 7 artisti cubani e 7 artisti internazionali.
Chiude il 2013 con una mostra personale curata da Marco Tonelli, al PAN I Palazzo delle Arti di Napoli, dal titolo “CorpoTerra” in cui presenta 30 opere.
Nel 2014 tre grandi mostre dal titolo “Metamorphosis” curate da Giacinto di Pietrantonio, la vedono protagonista al MAC – Museo di Arte Contemporanea di Santiago del Cile, al MACBA – Museo di Arte Contemporanea di Buenos Aires e all'Accademia di Belle Arti di San Pietroburgo.
Sempre nel 2014 espone alla AMS Marlborough Gallery di
Santiago del Cile con la personale “Cuerpo y Tierra”, al Palazzo Reale di Torino partecipa alla mostra “Freedom Fighters” con un ritratto dedicato a Robert Fitzgerald Kenneky e al Museo del Cinema di Torino nella mostra dedicata al 25° della scomparsa di Sergio Leone con due ritratti dedicati al padre.
Il 2015 si apre in febbraio con la mostra personale nella Galleria Mucciaccia & Partners di Singapore. In ottobre la Triennale di Milano ospita una grande mostra installativa dal titolo “Our Trash”, un progetto composto da 18 grate di alluminio protette da una teca di perspex su cui lo spettatore può camminare, con cui propone una riflessione sul tema ambientale. Contemporaneamente presenta sempre a Milano, nella galleria ArcGallery, altre 15 opere della serie “Our Trash”.
Nel 2017 un'altra grande mostra installativa la vede protagonista al Museo Macro di Roma dove espone "Giardino", una mostra complessa che unisce il lavoro di “Our Trash” a tre opere monumentali in cemento, frutto del continuo lavoro di ricerca dell’artista sempre sul tema dell’ambiente e la memoria.
Nel 2018 è invitata ad esporre dall'Assessorato Regionale dei Beni Culturali e dell'Identità Siciliana a Palermo, Capitale della Cultura 2018, durante la Biennale d'Arte Manifesta 12, nel Real Albergo delle Povere. L'esposizione dal titolo "Monaci" organizzata da Civita e curata da Danilo Eccher, prosegue il percorso concettuale dell'artista attraverso l'analisi della società contemporanea. Chiude il 2018 con "Domus" una grande mostra a Palacio De Gaviria a Madrid, con la cura di Danilo Eccher che riepiloga il percorso lavorativo degli ultimi tre anni dell'artista.
Nel 2020 ha presentato l'installazione “Si può illuminare un cielo melmoso e nero?” presso Magazzino Gallery di Roma, dove 21 lamiere dipinte di recupero raccontano “una storia dove affiora la memoria della pittura, dove vibra l'emozione del colore, dove si riconosce l'arte di Francesca Leone, capace di offuscare un 'buio più denso della pece'” , come racconta Danilo Eccher, curatore della mostra.
Nel 2021, a Milano, presso la Sala delle Colonne delle Gallerie d'Italia, presenta la personale “Ulteriori gradi di libertà nella città che resiste”, a cura di Andrea Viliani.
Nel 2022 partecipa alla 59. Biennale d'arte di Venezia nell'ambito degli Eventi Collaterali con la mostra "Take your Time" curata da Danilo Eccher e la direzione scientifica di Nomas Foundation, un percorso espositivo attraverso cinque sale in cui l'artista costruisce la propria visionarietà narrativa e il visitatore è invitato a "prendersi il proprio tempo" per entrare in dialogo con le installazioni.
Nel 2023 Francesca Leone è l’artista scelta dal Museo Maxxi di Roma su incarico del Ministero della Cultura per rappresentare l’Italia al Bihar Museum di Patna in occasione del G20 nel progetto Together We Art (7 agosto - 7 ottobre 2023), a cura di Alka Pande. Francesca Leone presenta l’installazione “Una Rosa è una rosa, è una rosa”. Tre fiori giganti di diverse dimensioni, realizzati con lamiere recuperate in cantieri dismessi o edifici abbandonati, rivelano sulla superficie i segni del tempo: lacerazioni e ruggine che Leone cura con il colore come se fossero cicatrici sulla pelle. In questo giardino malato che conserva le tracce di un’antica bellezza, si intravede la speranza della salvezza.
Nel 2025, è invitata a presentare l’installazione immersiva Zzz... Desert alla Galleria Nazionale d’Arte Moderna di Roma. In questa occasione, l’artista dona due opere alla Galleria, che trovano poi collocazione nell’affascinante Giardino Aldrovandi del museo. Nello stesso anno, una selezione dei lavori di Leone sarà inoltre esposta nel Padiglione Italia di Expo 2025 a Osaka, con il sostegno del Ministero degli Affari Esteri.